# Liste der Pröpste von Rinchnach
Die folgenden Personen waren Pröpste des Klosters Rinchnach:
- Wertwig († 1082)
- Withard (1082–)
- Friedrich von Dezzenbach (als Zeuge erwähnt 1207)
- Rutlieb (vor 1240–nach 1242)
- Ulrich (1245)
- Rutlieb (1249, 1254–1271)
- Konrad (1273)
- Heinrich Beham (1280)
- Werner (1280, 1295)
- Heinrich von Geyerstall (1300–1311, danach Abt von Kloster Oberalteich, † 1316)
- Werner (1311– )
- Friedrich Röschl (1323, 1326, 1332)
- Stephan Staudinger (1344)
- Otto (1348)
- Michael Perger (1369, 1370)
- Andreas (1378, 1387, 1398, 1400)
- Johann Kuchelmund (1411–1414, danach Abt von Kloster Niederaltaich)
- Otto (1417)
- Erasmus Hager (1417, 1420)
- Albrecht (1423, † 1424)
- Andreas Arbinger (1426)
- Erasmus Hager (1431–1438, dann Abt von Kloster Prüfening, † 1445)
- Christophorus († 1460)
- Thoman (1461)
- Wolfgang Pausinger (1463, 1468)
- Wolfgang Flinsbeckh (1468–1471)
- Michael (1471–1472)
- Werner (1474–1483)
- Johann Leuthold (1485–1497)
- Bernhard Lichtenstein (-1501–1502, danach Abt von Niederaltaich)
- Leonhard Asceta (1502–1511)
- Johann Lankheimer Friedberger (1511–1527)
- Utilo (1527–1543)
- Sigmund Schoffelius (1543–1551)
- Willibald Milthaler (1551–1558)
- Stefan Hager (1558–1562)
- Karl Faber (1562–)
- Sebastian Kastner (-1568–1569, danach Abt von Kloster Metten)
- Quirin Grafmauer (1576–1592)
- Mathias Aubele (1595, † 1605)
- Adam Hütter (1598)
- Rupert Maulperger (1606–1612)
- Balthasar Plank (1616)
- Stephan Hauber (nach 1620–1624)
- Melchior Körber (1624–1627)
- Albert Pemmel (1630, 1631)
- Johann Baptist Brugglacher (1635–1641)
- Innozenz Kraft (1642)
- Vitus Bacheneder (1649–1651, danach Abt von Kloster Niederaltaich)
- Probus Herring (1657, 1658)
- Eruperius Zehetmayr (1661)
- Johannes Romanus Gropmayr (1662–1669, danach Präfekt in Erlahof, Niederösterreich)
- Anselm Guggemos (1679–1691)
- Thimo Mayer (1691–1702)
- Gunther Moriz Rauscher (1708)
- Cölestin Reichenberger (zwischen 1715 und 1720)
- Joachim Stich (1716)
- Bernhard Knopf (1717)
- Placidus Haiden (1720–1739)
- Bernhard Knopf (1739–1740, danach Propst des Klosters St. Oswald)
- Franz von Dyrnhard (1740–1746, danach Abt von Kloster Niederaltaich)
- Benedikt Holzer (1746–1756, † 1757)
- Plazidus Moser (1756–1766)
- Gunther Baumgärtlinger (1766–1769)
- Benno Niedermayr (1769–1772)
- Franz Xaver Maichl (1772–1774)
- Florian Kaineder (1774?–1783)
- Kolumban Staudinger (1778–1784)
- Josef Sterzl (1784–1786)
- Leonhard Schütz (1786–1797)
- Pirmin Kölbl (1797–1799)
- Theobald Wiest (1799–1803)